# Viktor Georgijevič Veselago
Viktor Georgijevič Veselago (rusko Виктор Георгиевич Веселаго), ruski fizik, * 13. junij 1929, Ukrajinska SSR, Sovjetska zveza, † 15. september 2018.

## Življenje in delo
Veselago je leta 1967 teoretično predvidel snovi z negativno dielektričnostjo in negativno magnetno permeabilnostjo. Veliko kasneje je res uspelo izdelati takšno snov na podlagi dela Johna Pendryja z Imperialnega kolidža v Londonu in Davida R. Smitha z Univerze Kalifornije v San Diegu, kar je odprlo novo področje raziskovanja, raziskovanje metamaterialov. Takšnih materialov v naravi ni, ampak so umetno izdelane nanostrukture, ki pri dani frekvenci kažejo negativno dielektričnost in magnetno permeabilnost. Lomni količnik takšne snovi je lahko negativen. Zaradi tega lahko leče iz takšne snovi v gorišču zberejo bližnjo svetlobo in predstavljajo popolne »superleče«. S pomočjo takšnih superleč iz metamaterialov želijo izboljšati fotolitografijo.
Veselago se je v zgodnji mladosti navdušil nad radijsko tehniko. Študiral je na Fizikalno-tehniški fakulteti (FTF) Državne univerze v Moskvi. Leta 1951 so FTF zaprli, Veselago pa se je znašel na Moskovskem fizikalno-tehniškem inštitutu (MFTI). Diplomiral je pri Prohorovu na Fizikalnem inštitutu Lebedjeva Ruske akademije znanosti, kjer se je kasneje tudi zaposlil.
Veselago je bil profesor na Moskovskem fizikalno-tehniškem inštitutu.